# Csarnahó
Csarnahó (más néven Gyopáros, szlovákul: Černochov) község Szlovákiában, a Kassai kerület Tőketerebesi járásában.

## Fekvése
Tőketerebestől 25 km-re délre, a Zempléni-hegység völgyében fekszik.

## Nevének eredete
A falu nevének eredete vitatott. A szláv černoch szó feketét, négert jelent. Egyes vélemények szerint a falu egykori birtokosairól, a feketeruhás apácákról kapta a nevét, ez azonban eléggé valószerűtlen, tekintve, hogy már korábban is így nevezték.

## Története
1298-ban „Chenohou” néven említik először. 1475-ben „Csarnazo” néven említik a Rozgonyi család birtokaként. A 16. század elején Pálóczi Imre birtoka, majd a sárospataki klarissza kolostorhoz tartozott. 1530-ban Perényi Péter kiűzte az apácákat. Halála után birtokát fia, Gábor örökölte. 1557-ben 6 portával adózott. A század második felében királyi engedéllyel a Wiczmándy és Torda családok kapták meg az egykori apácabirtok egy részét. 1578-ban a sárospataki uradalomhoz csatolták ezt a részt, míg a másik része előbb a Bánffy, majd az Eödönffy, Dobó, Gerendy és Czékey családok birtokában állt. 1715-ben szőlőhegye és 15 háztartása volt. 1787-ben 69 házában 386 lakos élt.
A 18. század végén Vályi András így ír róla: „CSERNAHÓ. Magyar falu Zemplén Vármegyében, földes Ura a’ Királyi Fiskus, lakosai többnyire reformátusok, fekszik a’ Zemplén járásban, Nagy, és Kis Bárihoz igen közel, Czekeházának szomszédságában, határja három nyomásbéli, ’s ha trágyáztatik, búzát is jót terem; szénája jó, legelője szoross, malma helyben, mind a’ kétféle fája elegendő, meglehetős szőleje, kortsmája, itatója alkalmatos, eladásra is jó módgya Újhelyben, holott kapával is kereshet, sőt othon, és a’ szomszéd szőlőkben is, mivel határja nem igen termékeny, és legelője sintsen elegendő, a’ második Osztályba tétetett.”
1828-ban 53 háza és 397 lakosa volt. 1831-ben a kolera pusztított a faluban. Lakói szőlőtermesztéssel, mezőgazdasággal és gyümölcstermesztéssel foglalkoztak.
Fényes Elek 1851-ben kiadott geográfiai szótárában így ír a faluról: „Csernahó, magyar falu, Zemplén vmegyében, Ujhelyhez 1 1/4 mfdnyire: 12 kath., 318 ref., 13 zsidó lak., ref. templommal, szőlőhegygyel, erdővel, 200 hold szántófölddel. F. u. h. Breczenheim.”
A 19. század végén nagyobb részben Wallis Gyuláné birtoka. Lakói főként mezőgazdaságból és szőlőtermesztésből éltek. Az önkéntes tűzoltó egyesületet 1890-ben alapították.
Borovszky Samu monográfiasorozatának Zemplén vármegyét tárgyaló része szerint: „Csarnahó, magyar kisközség, melynek 470 lakosa, nagyobbára ev. ref. vallású. Házainak száma 95. Postája, távírója és a vasúti állomása Sátoraljaújhely. Azelőtt Csernahónak is írták. Első birtokosául 1475-ben a Rozgonyiakat ismerjük, de 1501-ben már Palóczi Imre is földesura. 1506-ban a sárospataki Szent-Klára rendű apáczáké volt, de 1510-ben Eödönffy Pétert, Dobó Zsófiát és Gerendy Lászlót is egyes részeibe iktatják. 1530-ban Perényi Péter az apáczákat kiűzi birtokukból, míg 1556-ban I. Ferdinánd megengedi Wiczmándy Mátyásnak és Torda Zsigmondnak, hogy az apáczák részét birtokba vehessék. 1578-ban ez a rész a pataki uradalomhoz csatoltatott és ez időtől kezdve annak sorsában osztozott. A másik részbe 1520-ban Bánffy Pétert, Eödönffy Imrét, Dobó Zsófiát, Gerendy Lászlót és Czékey Jánost iktatták. Most gróf Wallis Gyulánénak van itt nagyobb birtoka. 1663-ban a pestis tizedelte meg lakosait. A községben református templom van, mely 1793-ban épült.”
1920-ig Zemplén vármegye Sátoraljaújhelyi járásához tartozott. 1927-ben a település leégett. 1938 és 1944 között újra Magyarország része.

## Népessége
| Év:            | 1994. | 2004.   | 2014.   | 2024.   |
| -------------- | ----- | ------- | ------- | ------- |
| Emberek száma: | 238   | 223     | 203     | 187     |
| Eltérés:       |       | -6,30 % | -8,96 % | -7,88 % |

| Év:            | 2023. | 2024.   |
| -------------- | ----- | ------- |
| Emberek száma: | 184   | 187     |
| Eltérés:       |       | +1,63 % |

1910-ben 435-en, túlnyomórészt magyar anyanyelvűek lakták.
2001-ben 228 lakosából 176 magyar és 52 szlovák volt.
2011-ben 208 lakosából 135 magyar és 72 szlovák volt.
2021-ben 188 lakosából 112 magyar (59,6%), 74 szlovák, 1 zsidó, 1 ismeretlen nemzetiségű volt.

## Nevezetességei

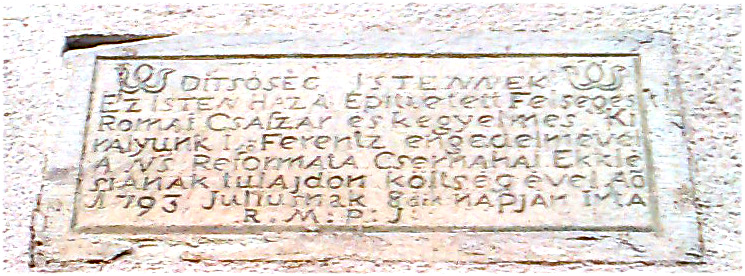
Emléktábla a református templomon

- Református temploma 1793-ban épült klasszicista stílusban, tornya 19. századi.